# 1477.
◄ | 14. stoljeće | 15. stoljeće | 16. stoljeće | ►
◄ | 1440-ih | 1450-ih | 1460-ih | 1470-ih | 1480-ih | 1490-ih | 1500-ih | ►
◄◄ | ◄ | 1474. | 1475. | 1476. | 1477. | 1478. | 1479. | 1480. | ► | ►►
Arhitektura • Astronomija • Glazba • Knjige • Književnost • Kršćanstvo • Medicina • Pravo • Promet • Slikarstvo • Znanost

## Događaji
- Belgija pripada kući Habsburg te ostaje u njezinu posjedu i nakon borbi za burgundijsku baštinu između Francuske i Habsburgovaca (do polovice 17. st.).
- Papinskom bulom Siksta IV. utemeljeno Uppsalsko sveučilište, najstarije sveučilište u Švedskoj.

## Rođenja
- 7. veljače – Thomas More, engleski humanist i državnik († 1535.)

## Vanjske poveznice
|  | Zajednički poslužitelj ima još gradiva o temi 1477. |